# ناحیه پلاتیوکس (جمهوری کنگو)
ناحیه پلاتیوکس (به لاتین: Plateaux Department) یک منطقهٔ مسکونی در جمهوری کنگو است که در جمهوری کنگو واقع شده‌است. ناحیه پلاتیوکس ۳۸٬۴۰۰ کیلومتر مربع مساحت و ۱۷۴٬۵۹۱ نفر جمعیت دارد.